# Franciszek Smuglewicz
Franciszek Smuglewicz (en lituano: Pranciškus Smuglevičius; 6 de octubre de 1745 – 18 de septiembre de 1807) fue un pintor y artista polaco-lituano. Smuglewicz se considera un precursor del arte lituano en la era moderna. Fiel seguidor de la escuela historicista en pintura, fue fundador en Vilnius de la Escuela de Arte, y entre sus más destacados alumnos encontramos a Jan Rustem, Jan Krzysztof Damel, Gaspar Borowski y Józef Oleszkiewicz. Su padre Łukasz Smuglewicz y su hermano Antoni también fueron pintores.

## Biografía
Franciszek Smuglewicz nació en Varsovia en el seno de una familia de artistas. Hijo de Łukasz Smuglewicz, pintor, y de su esposa Regina Olesińska, su madre era la sobrina del también pintor Szymon Czechowicz. Dio sus primeros pasos como pintor en el taller conjunto de su padre y Czechowicz en Varsovia. En 1763 Franciszek Smuglewicz viajó a Roma, donde comenzó los estudios de Bellas Artes bajo la dirección de Anton von Maron. Permaneció en Roma 21 años. Allí acabó su formación y abrazó el estilo Neoclásico.
En 1765 recibió una real beca del rey de Polonia, Estanislao II y fue admitido en la Academia de San Lucas. Como su colega Vincenzo Brenna, participó en la catalogación de los artefactos de Nerón de la Domus Aurea. En 1784 regresó a Varsovia, donde fundó su propia escuela de Bellas Artes, precursora de la moderna Academia de Bellas Artes de Varsovia.
Smuglewicz era clasicista, pero bajo una fuerte influencia del barroco polaco. Con el tiempo, se convirtió en un notable representante de la pintura historicista, un género que dominó las Bellas Artes de Polonia durante el siglo XIX. Alrededor de 1790 comenzó a trabajar en una serie de dibujos y litografías inspiradas por Adam Naruszewicz, Historia de la nación polaca. Aunque nunca se terminó, esta serie le granjeó una gran popularidad.
En 1797 se trasladó a Vilna, donde se convirtió en fundador y primer diácono de la Instituto de dibujo y Pintura en la Universidad de Vilna. 
En 1801 pintó escenas alegóricas en el techo del nuevo palacio imperial del zar Pablo I, en el Castillo Mijáilovski, en San Petersburgo, que también fue diseñado por Brenna.
Entre la obras conservadas de este período destacan Una reunión del Gran Sejm (1793), Juramento de Tadeusz Kościuszko en el mercado antiguo de Cracovia (1797), Campesinos lituanos o Liberación de los siervos en Merkinė.
Fue enterrado en Vilnius, en el Cementerio de Rasos (polaco: Cmentarz na Rossie), aunque la ubicación exacta no se conoce.

## Galería

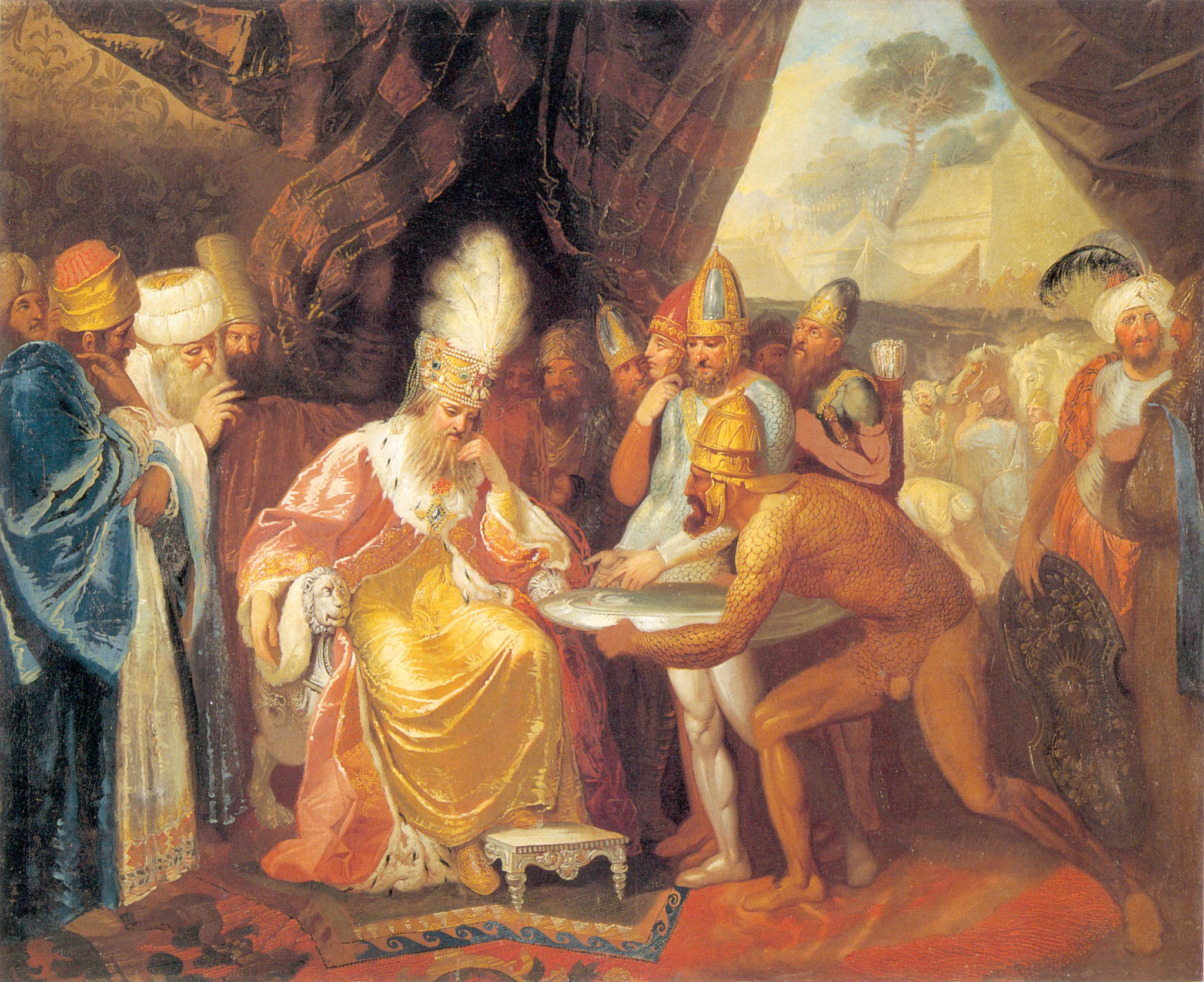
Encuentro de Darío I con los escitas (1785).
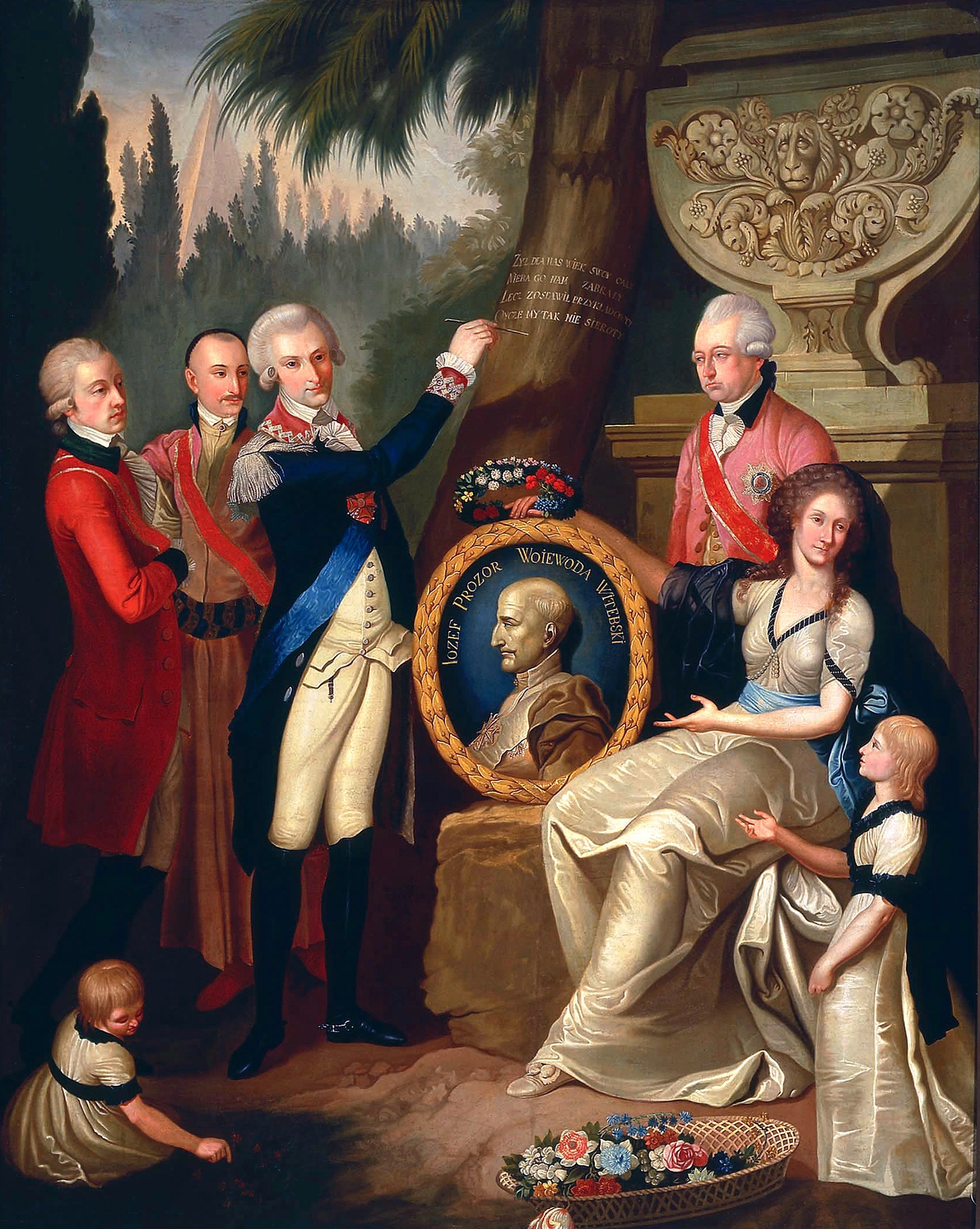
Retrato de la familia Prozor (1789), en el Museo Nacional de Varsovia.
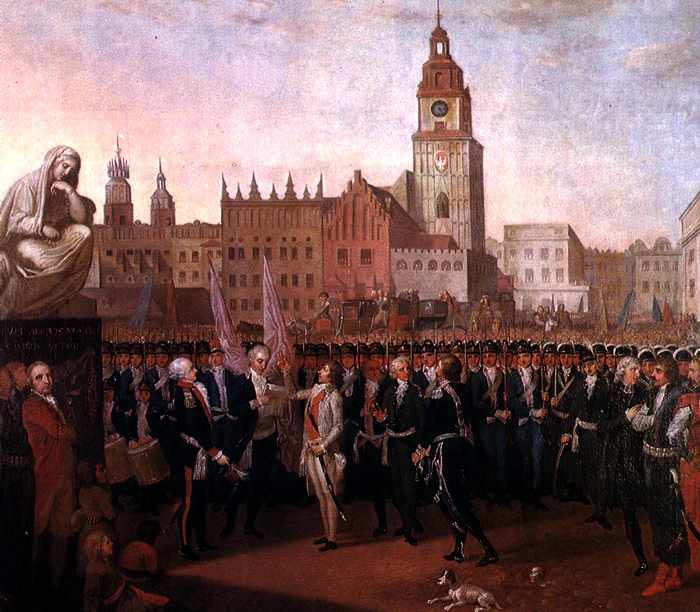
"Juramento de Tadeusz Kosciuszko en el mercado antiguo de Cracovia" (1797).